# 羊と雲の丘
羊と雲の丘（ひつじとくものおか）は、北海道士別市にある丘陵地である。士別駅から西に位置する学田の丘陵地帯である。めん羊と触れあえる施設である「世界のめん羊館」、牧場、レストランである「羊飼いの家」がある。

## 名称の由来
士別市街の西に位置する西士別丘陵の中でも、特に学田（がくでん）地区の丘陵地には、1966年に農業振興を目的にした士別市綿羊牧場が造成された。この一帯にはなだらかな斜面が広がっており、1990年前後から「羊と雲の丘」と呼ばれるようになった。この通称は、当時士別青年会議所の所歌をつくった音楽家平賀瑛彬（ひらがてるあき）が名付け親である。
1993年から士別市は、羊と雲の丘構想として、その牧歌的な風景を活用して観光資源として開発することになった。この一帯の地質は主に新生代新第三紀美深層群、川西層などよりなる。丘の部分は東京ドーム8個分、37ヘクタールの広さがある。

## 世界のめん羊館

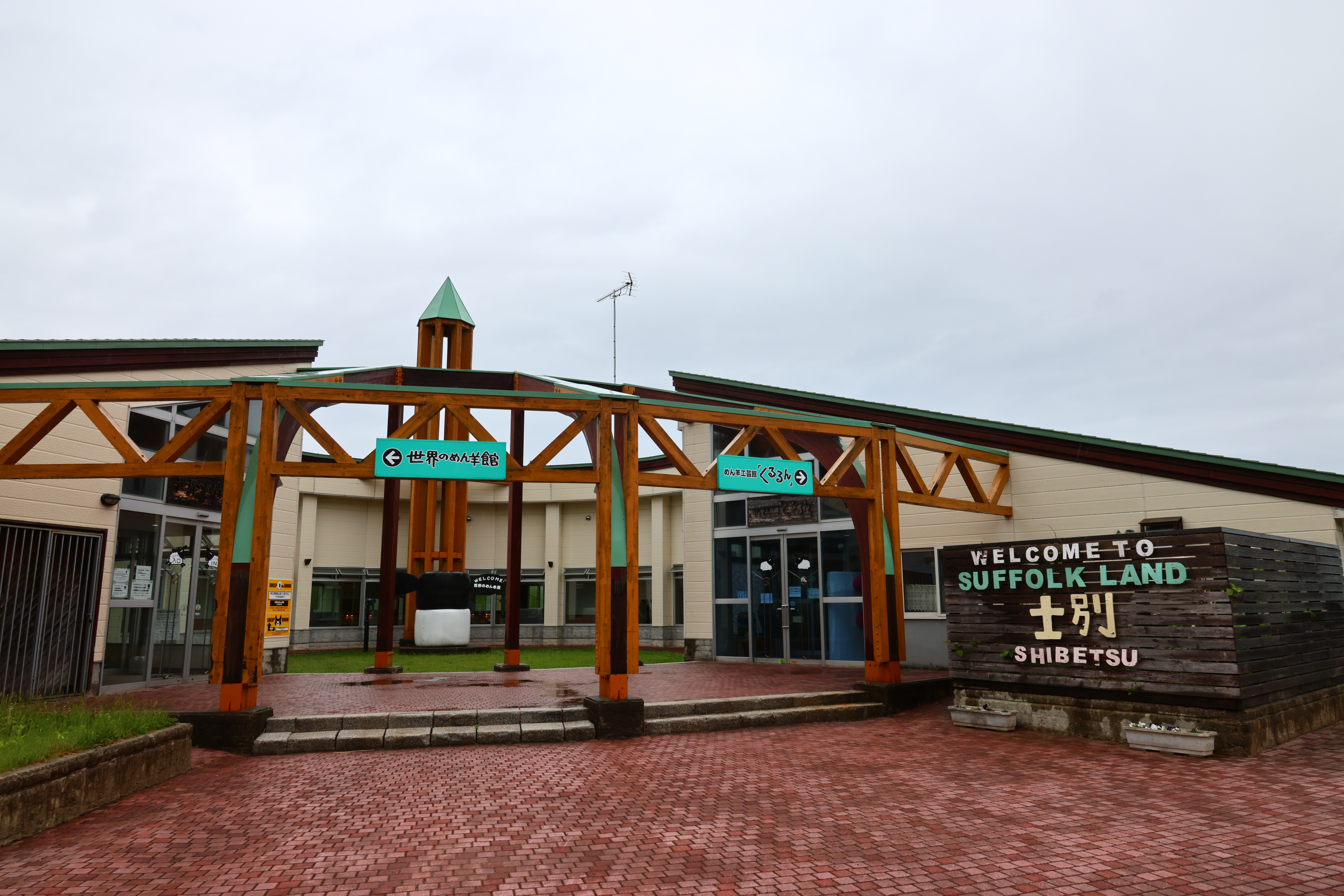
世界のめん羊館

「羊と雲の丘」という名称を考えついた平賀瑛彬は、その後士別市に移住し学田丘陵地を観光と教育と文化の拠点とするよう提唱した。その一環として建設されたのが「世界のめん羊館」である。1994年（平成6年）4月23日に、市制施行40周年の記念事業として、総事業費は2億8,700万円を投じた。
めん羊と触れあうことのできる施設である。ドーナツのような形の平屋に中庭をそなえた施設で、中庭に面していない外側に羊を見学できる羊舎がある。鉄筋コンクリート造りで、床の面積が約900平方メートルである。めん羊に関するパネル展示もある。

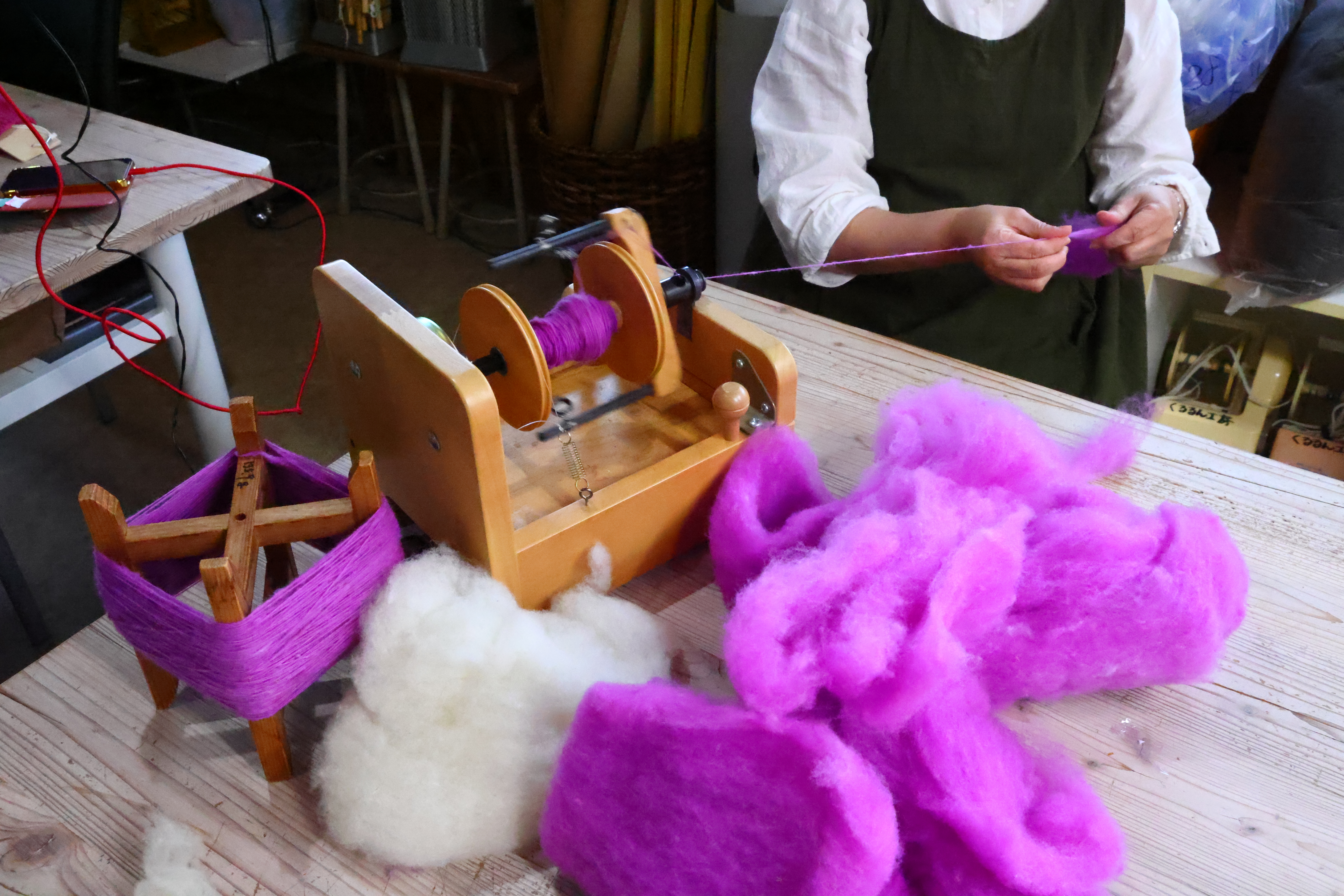
くるるんにて羊毛を紡ぐ様子

開館当時は8ヵ国、30種類の羊を飼っていた。当時は羊の飼育と展示では日本で最大規模の羊の飼育・展示を行う施設であった。30種類にわたるめん羊を展示する施設は世界的にも珍しいものであった。
中には「めん羊工芸館くるるん」があり、指導員の指示を受けながら士別産のめん羊の毛を手でつむぎ、草木染めをし、セーターなどの作品を作る体験ができる。2004年（平成16年）5月から市民有志のまちづくり団体「士別サフォーク研究会」と「手紡ぎサークルくるるん会」とが連携して、工芸体験や全国ニット大賞などを開催している。

## 牧場
1967年（昭和42年）、農業の複合経営を目指し畜産振興を目的とした「めん羊基地」が設置された。最初はコリデール種のめん羊を導入したが、後に肉用種ながら毛も利用できるサフォーク種を積極的に導入し現在ではほとんどこの畜種になった。1990年から観光をメインにした大規模な開発が始まり、2000年には開基100年を記念して、市民参加による牧柵の整備や花壇が作られている。4月末から10月末の朝方や夕方など涼しい気候の時には、面積37.4ヘクタールの丘陵に約50頭のめん羊が放牧されている様子を見ることができる。ゴールデンウィークには年に1度の羊の毛刈りショーが、放牧期間中の特定日には牧羊犬が羊追いを披露するシープドッグショー、トラクタークルージングなどのイベントが開催される。

## 羊飼いの家

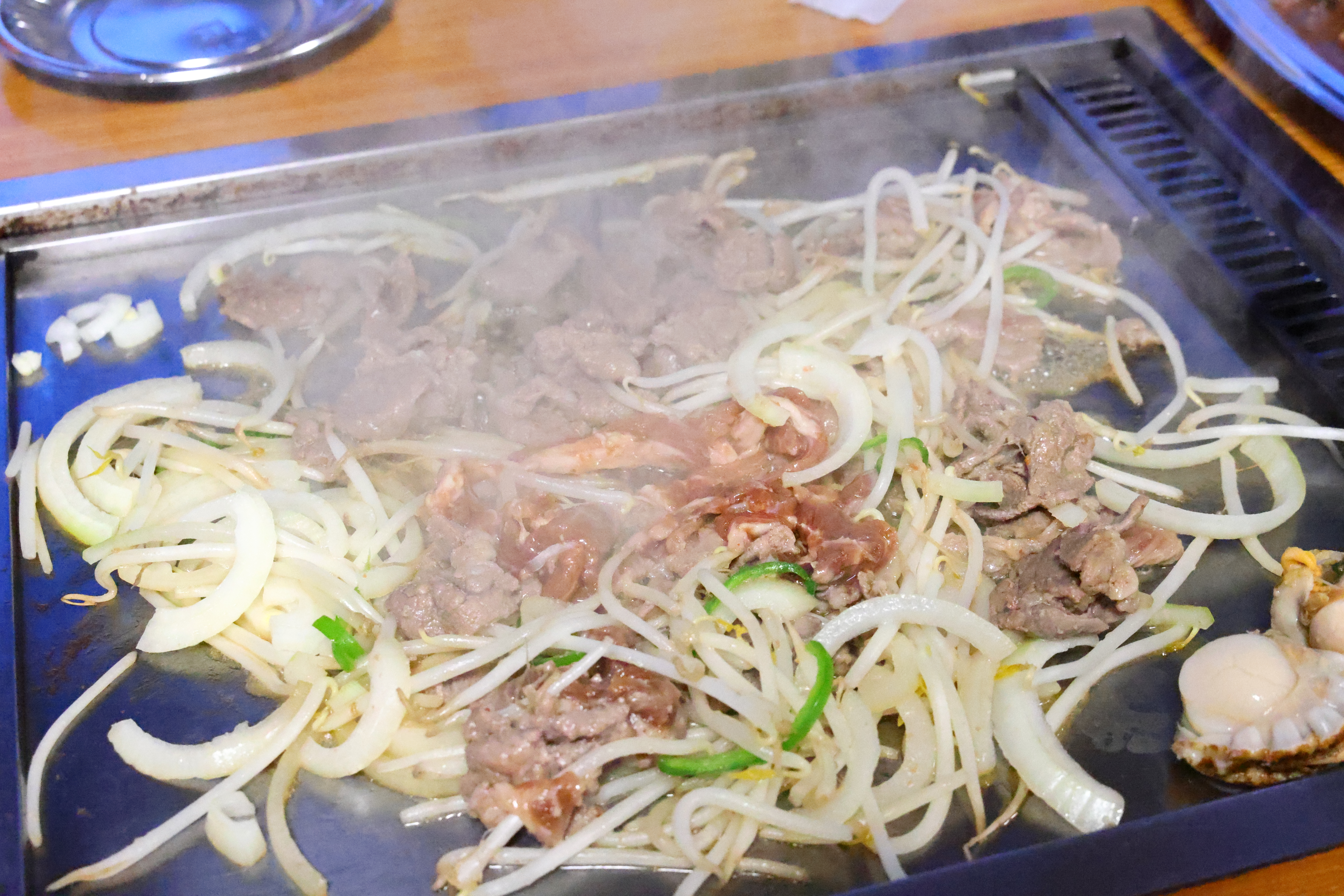
平たい鉄板で焼く羊飼いの家のジンギスカン

士別市西士別町の丘の山頂に建ち、販売店とレストランを備える。1992年5月28日開業で、名称は公募である。鉄筋コンクリート2階建てで、総面積は約765平方メートル、総工費は2億円である。ジンギスカンなどを中心に、6月末～10月末頃にかけて士別産の羊肉を使った料理を出している。

## 羊と雲の丘観光
1991年に第三セクターである羊と雲の丘観光が設立された。レストランや世界のめん羊館の運営は羊と雲の丘観光が行っている。
羊と雲の丘観光は地元の羊肉に関連したものなどを中心に商品開発や販売も行っている。2015年からはテンサイを原料とする「天サイダー」を販売している。2023年には天サイダーのパッケージと味がリニューアルされた。2017年にはサフォーク種の羊をモデルにしたキャラクターが登場する『ひつじのショーン』とコラボレーションを行い、士別産のうるち米を使用したライスクラッカーを開発・販売した。

## 作品への登場
2007年のテレビドラマ『牛に願いを Love&Farm』の一部がこの丘で撮影された。これ以降、ドラマ内で開催されていた祭りを模した羊まつりが有志の手により羊と雲の丘で開催されていた。
2018年10月3日に住友ゴム工業が制作している短編アニメシリーズ「ROAD To You」の1作である「星降る丘の約束」に羊と雲の丘が登場した。母娘が羊と雲の丘に行くという内容であり、公開1カ月でYouTubeにおける再生回数が約175万回となった。